# ترانسفورماتور اسکات تی

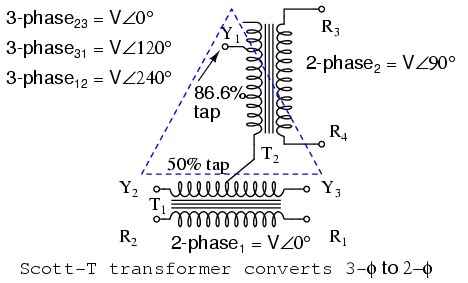
اتصال استاندارد اسکات ۳ φ to 2 φ

ترانسفورماتور اسکات تی (انگلیسی: Scott-T transformer) همچنین با نام اتصال اسکات نیز شناخته می‌شود. در شبکه توزیع سه فاز اگر تنها یک فاز زیر بار قرار گیرد کل سیستم دچار عدم تعادل شدیدی می‌شود، که برای رفع این مشکل از ترانسفورماتور اسکات استفاده می‌شود. این ترانسفورماتور حاصل اتصال دو ترانسفورماتور تک فاز است. اسم این ترانسفورماتور به نام مخترع‌اش چارلز ف. اسکات نامگذاری شده‌است.